# Erich Schultze (Schwimmer)
Erich Hugo Richard Schultze (* 22. Mai 1890 in Berlin; † 18. März 1938 ebenda) war ein deutscher Schwimmer.

## Werdegang
Erich Schultze nahm bei den Olympischen Sommerspielen 1912 im Wettkampf über 100 m Rücken teil. Dort schied er im Halbfinale aus.